# Guadeloupe
Guadeloupe Franciaország tengerentúli megyéje a Karib-térségben. A Kis-Antillákhoz, azon belül a Szélcsendes-szigetek csoportjába tartozik. Székhelye Basse-Terre.

## Földrajz

Guadeloupe domborzati térképe

Északon Montserrat, délen a Dominikai Közösség (Dominika sziget) fekszik hozzá legközelebb. Keletről az Atlanti-óceán, nyugatról a Karib-tenger övezi.
A szigetcsoport öt főbb szigetből áll:
- Basse-Terre
- Grande-Terre
- Marie-Galante
- La Désirade
- Les Saintes és a hozzá kapcsolódó szigetcsoport

A két legnagyobb sziget, Basse-Terre és Grande-Terre között csak egy szűk csatorna húzódik. Együttes területük 1509 km², lakosságuk kb. 390 000 fő.
Guadeloupe-hoz tartoznak még az Îles de la Petite Terre apró szigetei.
Guadeloupe turisztikai célpontjai közül az egyik legkedveltebb a Soufrière névre hallgató vulkán (1484 m), mely Basse-Terre déli részén található.
A szigeteken működik a szárazföldi és tengeri területek jelentős részét magában foglaló Guadeloupe Nemzeti Park.

## Története
Guadeloupe-ot Kolumbusz fedezte fel második útja során 1493. november 4-én. A szigetet Nuestra Señora de Guadalupe Mária-kegyhelyről nevezte el. 1635-ben érkezett az első francia telepes. 1674-től Franciaország gyarmata. Afrikából idehurcolt rabszolgákkal cukornádat termesztettek. A hétéves háború alatt Nagy-Britannia tulajdona 1759 és 1763 között.
1802. május 20-án Napoléon Bonaparte, mint a Francia Köztársaság első konzulja lett a sziget államfője, előtte a francia forradalmárok irányították a szigetet.
1946-tól Franciaország tengerentúli megyéje.
2007-ben kivált belőle Saint-Barthélemy és Saint-Martin, melyek ettől fogva különálló francia tengerentúli területek lettek.

## Lakosság

### Népességének változása
| Lakosok száma | 402 119 | 397 990 | 390 253 | 387 629 | 384 239 | 383 559 | 384 315 | 383 569 |
|               | 2013    | 2015    | 2017    | 2018    | 2019    | 2020    | 2021    | 2022    |

### Etnikumok
A legújabb adatok szerint [mikor?] a feketék és mulattok együttesen 75%-ot tesznek ki. A feketék az afrikai rabszolgák leszármazottai, a náluk valamivel világosabb bőrű, kevert etnikumú mulattok pedig fekete és fehér ősökkel rendelkeznek. Ázsiai bevándorlók is élnek a szigeten, 14%-os arányban.
Ebből indiai (tamil) 9%, arab (libanoni) 3%, kínai 2%. Az európaiak, vagyis a főleg francia származású fehérek aránya 11%. [forrás?]

### Vallás
A lakosság 95%-a római katolikus, 4%-a hindu, 1%-a protestáns.

A guadeloupe-i függetlenségi aktivisták zászlaja, amit a független állam lobogójának szánnak

## Gazdaság
A szigeten a turizmus és kapcsolt szolgáltatásai jelentik a legnagyobb bevételt a lakosság számára. Ettől függetlenül erősen függ Franciaország támogatásától is. A helyi földművesek nagy része banán- és cukornádtermesztésből él. A cukornád jelenti az alapanyagot a világon is közkedvelt ital, a rum valamint a barna cukor elkészítéséhez is. A két nagy szigeten található városokban ezenkívül megtalálhatóak a hangulatos színekkel, illatokkal és ízekkel csalogató helyi kereskedőket foglalkoztató piacok is, melyek várostól függően hétvégén vagy a hétköznapokon várják friss portékájukkal a vásárolni kedvelőket. Jelentős a munkanélküliség. Időnként a hurrikánok súlyos károkat okoznak.

## Közlekedés
Guadeloupe-on több repülőtér található (összesen 8). Nemzetközi járatok fogadására a Pointe-à-Pitre nemzetközi repülőtér, kisgépek leszállására pedig a Saint-François-ban található alkalmas. A szigetek közötti közlekedés legkedveltebb formája a menetrend szerinti hajójáratok (összesen 4 kikötő van), melyekkel Les Saintes, Marie Galante, Îles de la Petite Terre valamint La Désirade szigetek is 40 perc-2 óra alatt elérhetőek. A két nagy szigeten buszok eléggé ritkán járnak, de erre nincs is szükség mivel minden szigetlakóra jut egy autó, motor vagy kerékpár, amit előszeretettel használnak is. A közutak hossza 2560 km.

## Turizmus
Kötelező oltás, ha fertőzött országból érkezik/országon át utazik valaki:
- Sárgaláz

## Sport
Lásd: Guadeloupe-i labdarúgó-válogatott

## Galéria

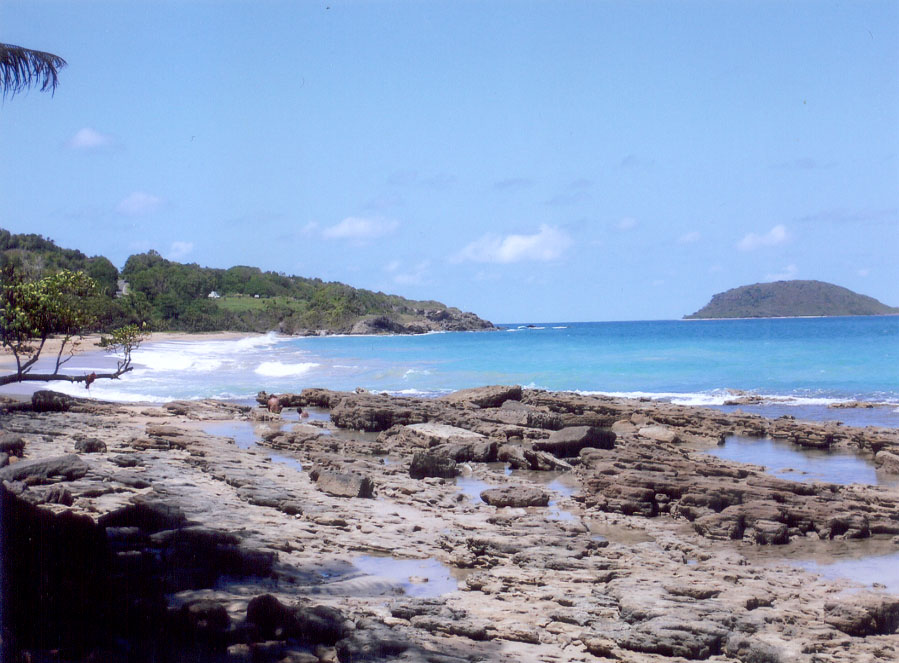
Guadeloupe-i strand
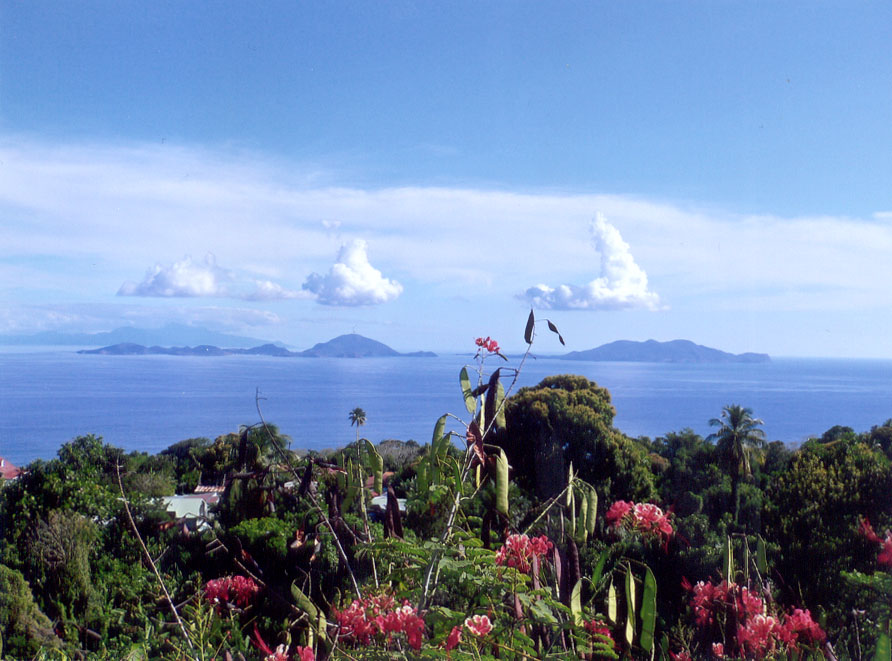
A szomszédos szigetek
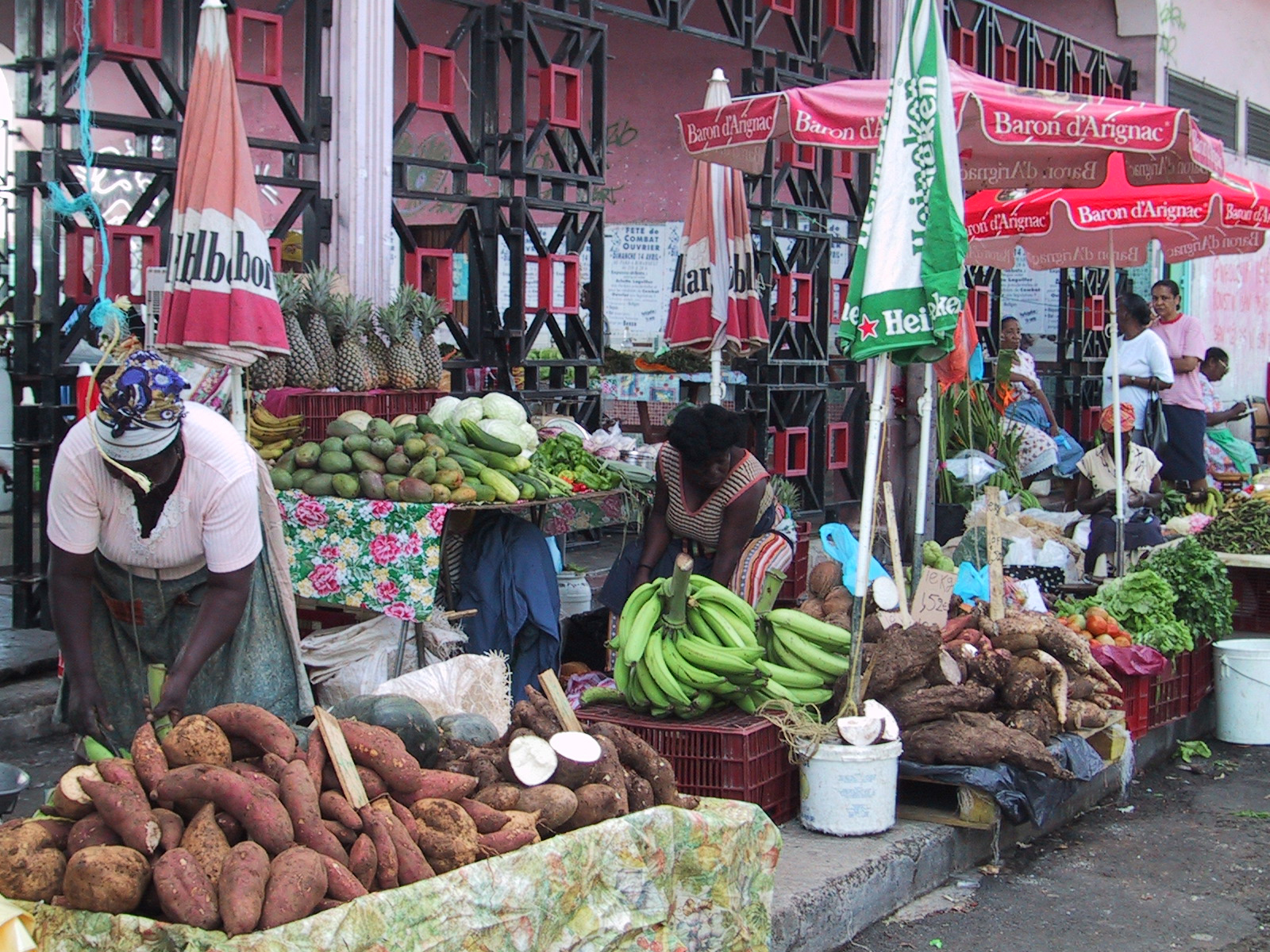
Pointe-à-Pitre piaca
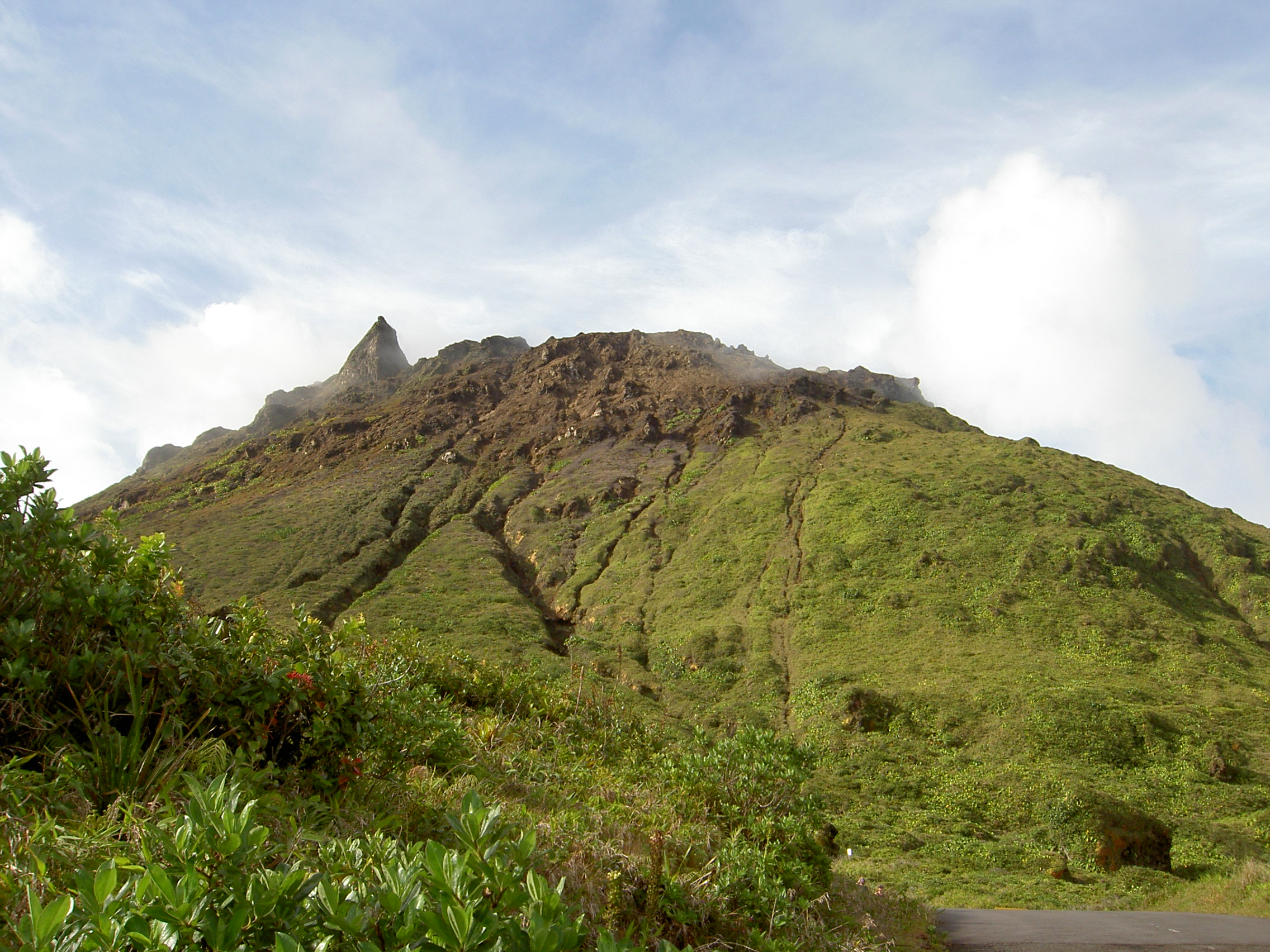
A Soufrière vulkán
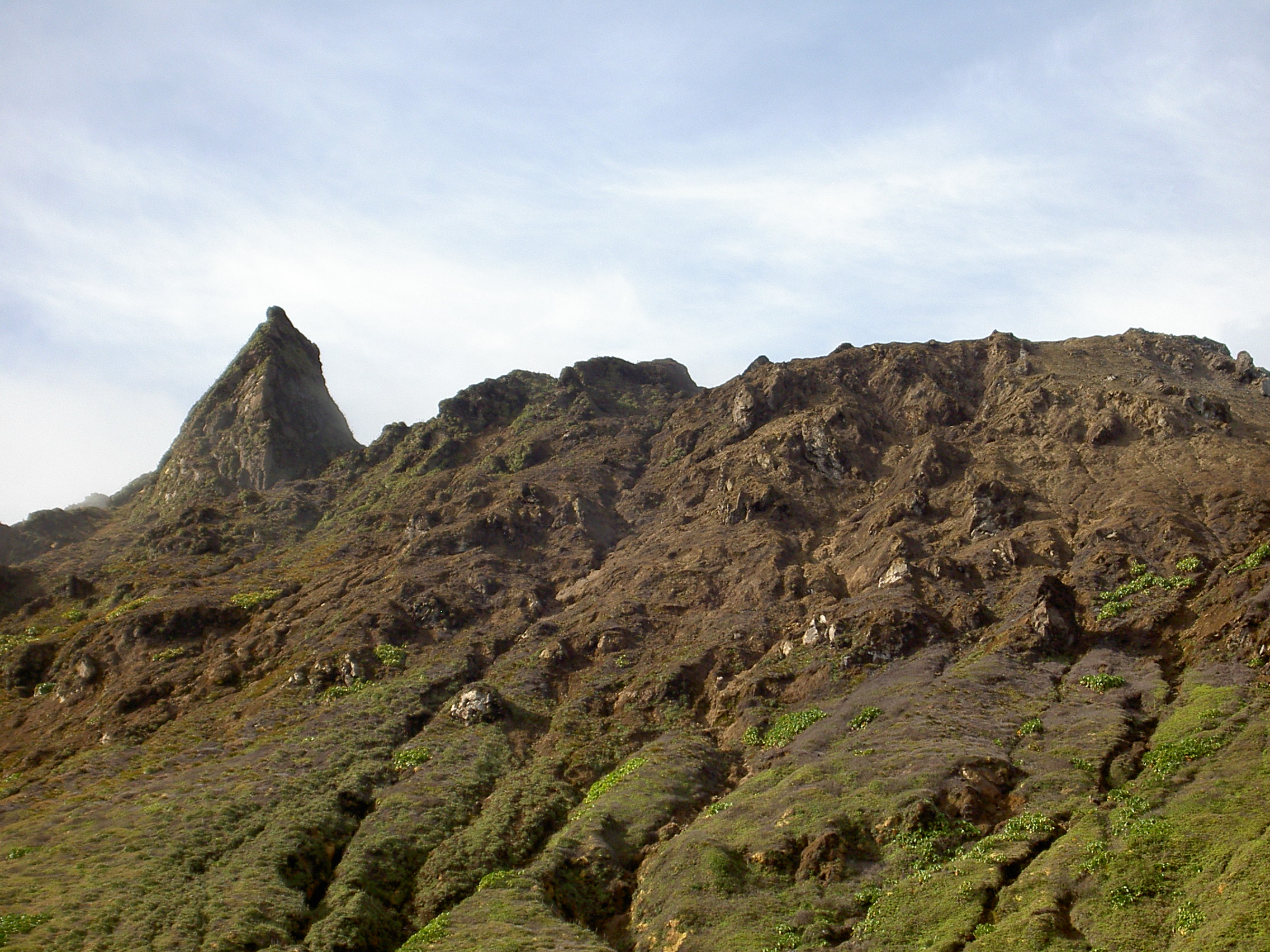
A Soufrière csúcsa